# Raphaela Neihausen
Raphaela Neihausen (* 14. August 1976 in New York City) ist eine US-amerikanische Filmemacherin, Regisseurin und Filmproduzentin. Ihr Dokumentarfilm Joe’s Violin wurde für die Oscarverleihung 2017 in der Kategorie  Bester Dokumentar-Kurzfilm nominiert.

## Biografie
Über Raphaela Neihausens Biografie und Privatleben ist wenig bekannt.
Sie studierte Internationale Beziehungen an der School of Foreign Service der Georgetown University in Washington, D.C. und erwarb dort ein speziellen Master-Abschluss (Accelerated BSFS/Master’s Degree – beschleunigter Master, in 5 statt 6 Jahren Studienzeit). Neihausen arbeitete für sieben Jahre in der Unternehmensberatung, bei Mercer Management Consulting. Vor dem Ausscheiden aus dem Unternehmen wurde sie „senior associate“.
Seit dem 28. September 2008 ist Neihausen mit Thom Powers verheiratet. Zusammen betreiben sie das Unternehmen „PowersHausen“, durch welches sie ihre beiden Projekte „Stranger than Fiction“ und „DOC NYC“ realisieren.
Stranger than Fiction ist eine wöchentliche Dokumentarfilm-Veranstaltung im New Yorker IFC Center.
DOC NYC ist ein 2010 gegründetes Filmfestival für Dokumentarfilme, dass im Jahr 2014 nach eigenen Angaben das größte Dokumentarfilm-Festival der Vereinigten Staaten war.
Neihausen ist eine der Gründerinnen des Montclair Film Festivals.

## Filmografie
- 1998: SexTV
- 2007: Miss Gulag
- 2016: Joe’s Violin

## Nominierungen
- Joe’s Violin: Bester Dokumentar-Kurzfilm der Oscarverleihung 2017, zusammen mit Kahane Cooperman